# 253
253是252與254之間的自然數。

## 在數學中
- 合數，正因數有1、11、23和253。
質因數分解為{\displaystyle 11\times 23}。
- 虧數，真因數和為35，虧度為218。
- 不尋常數，大於平方根的質因數為23。
- 第81個半質數。前一個為249、下一個為254。
- 無平方數因數的數。
- 十进制的奢侈數。
- 有形數
  - 三角形數
  - 星形數
  - 中心七邊形數
- 無平方數因數的數
- 在機率論中，至少要有253人，這群人裡有人和你同一天生日的機率才會大於50％（生日悖論）
- 9個連續質數和（13+17+19+23+29+31+37+41+43）

## 在人類文化中
- 在秦朝，1斤 = 253公克
- 新北市石門區的郵遞區號為253

## 在其他領域中
- 西元253年和前253年
- JR東日本253系電力動車組